# Мариново (Підляське воєводство)
Мариново (пол. Marynowo) — село в Польщі, у гміні Сейни Сейненського повіту Підляського воєводства.
Населення — 116 осіб (2011).
У 1975-1998 роках село належало до Сувальського воєводства.

## Демографія
Демографічна структура станом на 31 березня 2011 року:
|          | Загалом | Допрацездатний вік | Працездатний вік | Постпрацездатний вік |
| -------- | ------- | ------------------ | ---------------- | -------------------- |
| Чоловіки | 54      | 9                  | 39               | 6                    |
| Жінки    | 62      | 16                 | 29               | 17                   |
| Разом    | 116     | 25                 | 68               | 23                   |